# Spilogona impar
Spilogona impar är en tvåvingeart som först beskrevs av Stein 1907.  Spilogona impar ingår i släktet Spilogona och familjen husflugor. Inga underarter finns listade i Catalogue of Life.